# Guerra irrestricta
Guerra irrestricta (超限战, literalmente "guerra allende los límites", "guerra más allá de los límites" o "guerra por encima del límite") es un libro sobre estrategia militar escrito en 1999 por dos coroneles del Ejército Popular de Liberación chino, Qiao Liang (乔良) y Wang Xiangsui (王湘穗). El libro expone cómo una nación como la China podría derrotar a un oponente tecnológicamente superior (como los Estados Unidos) mediante la guerra en todos los ámbitos de poder, más allá del militar. En lugar de centrarse en la confrontación militar directa, este libro examina los medios alternativos que pueden utilizarse; tales medios incluyen el uso del derecho internacional, la economía y la tecnología para colocar al oponente en una mala posición, y así evitar la necesidad de una acción militar directa.

## Caracterización de la guerra sin límites
La guerra combinada trasciende los límites y métodos de las dos principales áreas de asuntos militares y civiles (no militares). Se incluirían todas aquellas dimensiones que pueden ejercer influencia sobre la seguridad nacional del enemigo: jurisdicción, economía, ciencia, técnica, etc. Para que una guerra pueda calificarse de irrestricta debe perseguir un objetivo político por medio del ejercicio de la violencia en un sentido amplio, es decir, traspasando el dominio de lo militar para combinar de manera irrestricta elementos de las distintas dimensiones de la seguridad, sobrepasando sus fronteras, por medio de combinaciones en lo supranacional, supra-dominio, supra-medios y supra-niveles; todo con el objeto de controlar al adversario.

### Área vulnerables en la guerra más allá de los límites
El concepto de guerra sin límites aunque puede resultar novedoso se ha practicado a lo largo de la historia con el dominio (hegemonía) en diversas aspectos de las civilizaciones (cultura, modos de vida, economía, religión, etc.) Los imperios suelen conseguir imponer su cosmovisión. 
En la práctica de la guerra sin límites se ejecutan ataques sobre diversas áreas de vulnerabilidad, además de garantizarse la soberanía alimentaria, soberanía tecnológica y soberanía monetaria fundamentales para la soberanía nacional:
- Guerra cultural, controlando o influenciando los puntos de vista culturales de la nación adversaria.
- Guerra de las drogas, invadiendo a la nación adversaria con drogas ilegales. (véase Guerras del Opio entre el Imperio británico y el Imperio chino en siglo XIX)
- Guerra de contrabando, invadiendo el mercado del adversario con productos ilegales.
- Guerra de la ayuda económica, empleando la dependencia a la ayuda financiera para controlar al adversario.
- Guerra ambiental, destruyendo los recursos ambientales a la nación adversaria.
- Guerra financiera, subvertiendo o dominando el sistema bancario del adversario y su mercado de valores.
- Guerra de las leyes internacionales, subvertiendo o dominando las políticas de las organizaciones internacionales o multinacionales. (véase ONU, OMC, etc.)
- Guerra mediática, manipulando los medios de prensa extranjeros.
- Guerra informática, mediante el dominio o destrucción de los sistemas informáticos transnacionales. (véase guerra electrónica
- Guerra psicológica, dominando la percepción de las capacidades de la nación adversaria.
- Guerra de recursos, controlando el acceso a los escasos recursos naturales o manipulando su valor en el mercado. (véase pico petrolero, gas, litio, uranio, coltan, tierras raras)
- Guerra tecnológica, ganando ventaja en el control de tecnologías civiles y mitares claves. Terrorismo, Telefonía móvil 5G .

En Latinoamérica, la guerra irrestricta ha sido estudiada por Faundes (2010).

## Diagnóstico de la situación de la guerra militar
Los autores observan las limitaciones de los medios militares en la seguridad internacional. En este contexto, Liang y Xiangsui consideran que la reducción de las funciones de la práctica de la guerra en un sentido puro no implica que la guerra como fenómeno social haya desaparecido. 
En el mismo sentido se expresa Van Creveld «Un fantasma, está acechando en los corredores de los estados mayores y los ministerios de defensa de todo el mundo, desarrollando el miedo ante la impotencia, incluso la irrelevancia, de lo militar en las guerras actuales». Más tarde el mismo autor explica el fenómeno de la siguiente manera «En términos generales, como la guerra convencional se ha convertido en pequeñas y muy costosas guerras, su importancia y los resultados políticos han disminuido». Sostiene que mientras la proliferación nuclear limita la guerra convencional a los estados débiles, en forma paralela se desarrolla un gran número de conflictos entre estados y organizaciones políticas no estatales, así como otros entre organizaciones no gubernamentales. En la medida en que estos conflictos evolucionan y se multiplican surge una serie de términos para denominarlos: entre otros, insurgencia, guerrilla, conflicto de baja intensidad o asimétrico y terrorismo, entre otros. Mientras la amenaza de una escalada nuclear limitó a la guerra convencional desde arriba, la guerra sub-convencional hizo lo mismo desde abajo. Como resultado, la guerra convencional queda atrapada en una tenaza. 

### Reducción de la violencia militar y aumento de otras violencias
En este sentido, los autores de Guerra Irrestricta sostienen que la guerra habría cambiado sus formas de expresión manifestándose de formas atípicas:. Esta observación se encuentra vinculada con un cambio en el ejercicio de la violencia. En otras palabras afirman: «mientras que estamos viendo una reducción relativa de la violencia militar, al mismo tiempo, definitivamente estamos viendo un aumento de la violencia en los ámbitos político, económico y tecnológico». Lo esencial del diagnóstico de Liang y Xiangsui es que la violencia deja de ser un aspecto exclusivo de los hechos de sangre y el uso de las armas de fuego; desde ahora esta se ejerce por medio de la desinformación y el control de ciertas áreas sensibles para un país y la sociedad que vive en el mismo, como la economía y el suministro de recursos estratégicos. La globalización y dependencia tecnológica de los sistemas que proveen de servicios a la humanidad son parte del engranaje. En términos sencillos estamos frente a una revolución del pensamiento estratégico, por cuanto se equiparan los ámbitos de acción; es decir, que las acciones bélicas son desplazadas de su rol principal y directriz en el curso de la guerra.

## Una nueva concepción de las armas
El diagnóstico para Liang y Xiangsui es que emerge una nueva concepción de las armas. Explican Liang y Xiangsui “Nos encontramos en una etapa en la que un salto revolucionario hacia delante está teniendo lugar en las armas, pasando de los sistemas de armas simbolizados por la pólvora a los simbolizados por la información." Pero no se trata sencillamente de un cambio tecnológico, sino que se altera la forma de concebir la relación entre las armas y la táctica. Si antes había que luchar en función de la disponibilidad de armas y sus capacidades, limitados por la tecnología que frenaba las posibilidades de evolución de la táctica, los avances de la tecnología han permitido que ahora se puedan crear las armas para que estén a la altura del tipo de enfrentamiento que se desea librar. Cuando los estadounidenses propusieron el concepto de 'desarrollo de las armas para adaptarse a la lucha', provocó el mayor cambio individual en la relación entre las armas y tácticas desde el advenimiento de la guerra.” Esto implica que desde ahora primero se concibe la táctica, luego se diseñan y desarrollan las armas apropiadas para responder a las exigencias de la táctica concebida; al mismo tiempo, las armas son valoradas no solo por sus capacidades intrínsecas sino por los modos de interacción con otros sistemas. 
Pero todavía queda otro paso, tal vez el más significativo. Liang y Xiangsui sostienen que se ha desarrollado un nuevo concepto de armas: [...]el nuevo concepto de las armas es más amplio, ya que considera como armas todos los medios que trascienden el ámbito militar, pero que aún pueden ser utilizados en operaciones de combate. Todo lo que puede beneficiar a la humanidad también puede hacerle daño. Esto quiere decir que no hay nada en el mundo de hoy que no puede convertirse en un arma, y esto requiere pensar que se puede abrir el dominio del reino de las armas de un solo golpe: un accidente en un solo mercado de valores, una invasión de virus o el rumor de una o un escándalo que dé lugar a una fluctuación en los tipos de cambio del país enemigo o que exponga a los líderes enemigos en Internet; todos pueden ser incluidos en las filas de la nueva concepción de armas.
Mirando en detalle el fenómeno guerra como lo describen Liang y Xiangsui, es posible entender que la sutileza es una nueva herramienta que se puede explotar por medio de ataques imperceptibles que afecten el funcionamiento regular de un país, por ejemplo alterando la calidad del agua, atentando contra los productos de exportación, interviniendo el mercado financiero local, azuzando movimientos en contra del poder político (sindicales y étnicos, por ejemplo), efectuando ataques informáticos, etc. Con todo, un estado puede estar en medio de una guerra sin siquiera saberlo, peor aún, desconociendo al adversario.
En este contexto, Liang y Xiangsui precisan “Lo que debe quedar claro es que el nuevo concepto de armas está en el proceso de creación de nuevas armas que están estrechamente relacionadas con la vida de la gente común”. Con el advenimiento de este nuevo concepto de las armas la guerra del futuro se elevaría a un nivel insospechado por la gente común, incluso para los militares. Más aún, el desarrollo de armas bajo este nuevo concepto provocará el asombro de la gente común y de los militares al constatar que aquellas cosas comunes y cercanas también se pueden convertir en armas con las cuales sea posible emprender la guerra. Explican, “Creemos que algunas personas despertarán por la mañana para descubrir con sorpresa que algunos objetos amables y cotidianos han comenzado a tener características ofensivas y letales."
Una vez que se ha inventado la bomba atómica y se ha alcanzado la capacidad para destruir cien veces a un adversario, la corriente se ha invertido siguiendo la tendencia a desarrollar armas más “amables”, que tienen la capacidad de destruir objetivos precisos o de causar daño sin matar. Para Liang y Xiangsui se trata de un trasfondo cultural que se arraiga en el reconocimiento de los derechos humanos y otros conceptos políticos a partir de los cuales se entiende que el uso de armas de destrucción masiva constituye una seria violación al derecho a la vida y representa un crimen en contra de la humanidad. Se suma la tendencia a la integración en economía internacional, la preocupación de movimientos ecologistas por el rol de la humanidad en la tierra (y la preservación de la naturaleza) y la valoración de la vida humana. Todo lo anterior daría como resultado el recelo a matar y destruir, dando forma a una nueva valoración del concepto guerra y una nueva ética de la guerra.
La tecnología es la que permite aplicar en la práctica las inquietudes culturales por desarrollar armas más “amables”, alterar la relación entre las armas y la táctica, el desarrollo de un nuevo concepto de armas (sustentadas en la informática en vez de la pólvora), y provee una serie de soportes que facilitan emprender ataques sutiles. En este contexto lo central es la posibilidad de suministrar los medios para golpear directamente el centro neurálgico del adversario sin daño colateral, con armas de fuego e informáticas: Con todo, el bagaje cultural, el progreso tecnológico, las limitaciones de los medios militares, el nuevo concepto de armas, el cambio en la relación entre las armas y la táctica, la nueva ética de la guerra, la victoria se entiende de otro modo: no se trata de matar sino que de controlar. Sin embargo Liang y Xiangsui advierten que una guerra amigable puede alterar el proceso cruel de la misma pero no hay manera de cambiar su esencia, que se caracteriza por la compulsión y por tanto no se puede modificar su resultado cruel.

## Cambios en los 3 elementos clásicos de la guerra
A juicio de Liang y Xiangsui, los tres elementos clásicos de la guerra: soldados, armas y campo de batalla habrían sufrido transformaciones sustanciales. El campo de batalla se ha extendido desde el enfrentamiento cara a cara de unos pocos adversarios en un terreno determinado hacia múltiples dimensiones, aire, tierra, mar y sus profundidades, espacio sideral y el electromagnético, más aún los misiles balísticos alcanzan cualquier parte del planeta. Aún la guerra psicológica permite llegar al último refugio de la raza humana (el mundo interno de los corazones). Liang y Xiangsui comentan: «Todos los conceptos prevalecientes sobre la amplitud, profundidad y altura del espacio operativo ya parecen estar pasadas de moda y obsoletas. A raíz de la expansión del poder de la imaginación de la humanidad y su habilidad para dominar la tecnología, la batalla se está estirando hasta el límite».